# Shrewsbury and Atcham
Shrewsbury and Atcham è stato un borough dello Shropshire, Inghilterra, Regno Unito, con sede a Shrewsbury.
Il distretto fu creato con il Local Government Act 1972, il 1º aprile 1974 dalla fusione del municipal borough di Shrewsbury col distretto rurale di Atcham. Fu soppresso nel 2009 con la creazione dell'autorità unitaria dello Shropshire che comprende il territorio di tutti i precedenti distretti della contea.

## Parrocchie civili
Le parrocchie, che non coprono l'area del capoluogo, sono:
- Acton Burnell
- Alberbury with Cardeston
- All Stretton
- Astley
- Atcham
- Bayston Hill
- Berrington
- Bicton
- Buildwas
- Cardington
- Church Preen
- Church Pulverbatch
- Condover
- Cound
- Cressage
- Ford
- Frodesley
- Great Hanwood
- Great Ness
- Harley
- Hughley
- Kenley
- Leebotwood
- Leighton and Eaton Constantine
- Little Ness
- Longden
- Longnor
- Minsterley
- Montford
- Pimhill ("Bomere Heath and District")
- Pitchford
- Pontesbury
- Ruckley and Langley
- Sheinton
- Smethcott
- Uffington
- Upton Magna
- Westbury
- Withington
- Woolstaston
- Wroxeter and Uppington